# Себастьєн де Шонак
Себастьєн де Шонак (фр. Sébastien de Chaunac; нар. 7 жовтня 1977) — колишній французький тенісист.
Найвищу одиночну позицію світового рейтингу — 130 місце досяг 16 листопада 2009, парну — 265 місце — 5 квітня 2004 року.
Найвищим досягненням на турнірах Великого шолома було 2 коло в одиночному розряді.
Завершив кар'єру 2010 року.

## Фінали в одиночному розряді

### Перемоги (5)
| Легенда (одиночний розряд) |
| Великий шлем (0)           |
| Tennis Masters Cup (0)     |
| Серія Мастерс ATP (0)      |
| Тур ATP (0)                |
| Челлендери (1)             |
| Ф'ючерси (4)               |

| Ранг | Дата          | Турнір                             | Покриття | Суперник у фіналі | Рахунок       |
| 1.   | 5 травня 1999 | Есслінген-на-Некарі, Німеччина     | Ґрунт    | Мартін Шпеттль    | 7–6, 6–2      |
| 2.   | 10 липня 2000 | Бург-ан-Бресс, Франція             | Ґрунт    | Емануел Коуту     | 7–5, 6–2      |
| 3.   | 17 липня 2000 | Екс-ан-Прованс, Франція            | Ґрунт    | Сліман Сауді      | 7–6(7–4), 6–3 |
| 4.   | 8 травня 2001 | Ньюкасл-апон-Тайн, Велика Британія | Ґрунт    | Яркко Ніємінен    | 6–4, 6–2      |
| 5.   | 2 лютого 2004 | Даллас, Сполучені Штати Америки    | Тверде   | Амер Деліч        | 6–4, 7–6(7–3) |

### Поразка (9)
| Ранг | Дата            | Турнір                               | Покриття | Суперник у фіналі   | Рахунок                 |
| 1.   | 28 квітня 1999  | Гатфілд, Велика Британія             | Ґрунт    | Жан-Рене Лінар      | 7–6, 1–6, 6–0           |
| 2.   | 16 серпня 1999  | Бронкс, Сполучені Штати Америки      | Тверде   | Александер Попп     | 6–7(4–7), 7–6(7–4), 6–0 |
| 3.   | 15 жовтня 2001  | Бразиліа, Бразилія                   | Ґрунт    | Себастьян Прієто    | 6–4, 4–6, 7–66          |
| 4.   | 22 вересня 2003 | Сан-Антоніо, Сполучені Штати Америки | Тверде   | Дмитро Турсунов     | 6–2, 6–7(3–7), 6–4      |
| 5.   | 29 вересня 2003 | Невер, Франція                       | Тверде   | Жан-Мішель Пекері   | 6–4, 6–4                |
| 6.   | 13 березня 2006 | Лілль, Франція                       | Тверде   | Жо-Вілфрід Тсонга   | 7–5, 7–5                |
| 7.   | 7 січня 2008    | Нуслох, Німеччина                    | Килим    | Кароль Бек          | 6–4, 6–4                |
| 8.   | 7 квітня 2008   | Анже, Франція                        | Ґрунт    | Олександр Сидоренко | 6–7(7–9), 6–2, 7–6(7–5) |
| 9.   | 11 травня 2009  | Ньюкасл-апон-Тайн, Велика Британія   | Ґрунт    | Давид Гез           | 6–3, 3–6, 6–0           |

## Парний розряд титули

### Перемоги (3)
| Легенда (одиночний розряд) |
| Великий шлем (0)           |
| Tennis Masters Cup (0)     |
| Серія Мастерс ATP (0)      |
| Тур ATP (0)                |
| Челлендери (2)             |
| Ф'ючерси (1)               |

| Ранг | Дата            | Турнір                             | Покриття | Партнер        | Суперники у фіналі         | Рахунок                 |
| 1.   | 10 квітня 2000  | Сен-Бріє, Франція                  | Ґрунт    | Олів'є Пасьянс | Максім Боє Жером Анке      | w/o                     |
| 2.   | 15 вересня 2003 | Мандевілл, Сполучені Штати Америки | Тверде   | Зак Флейшман   | Бенедікт Дорш Матія Згага  | 6–7(3–7), 7–6(7–2), 6–3 |
| 3.   | 24 січня 2005   | Гайльбронн, Німеччина              | Килим    | Міхал Мертиняк | Жіль Ельсенеер Жіль Мюллер | 6–2, 3–6, 6–3           |

### Поразка (1)
| Ранг | Дата           | Турнір                   | Покриття | Партнер      | Суперники у фіналі           | Рахунок  |
| 1.   | 28 травня 1999 | Гатфілд, Велика Британія | Ґрунт    | Олів'є Мютіс | Саймон Діксон Денні Сепсфорд | 7–5, 6–0 |